# Litoria pygmaea
Litoria pygmaea е вид земноводно от семейство Дървесници (Hylidae).

## Разпространение
Видът е разпространен в Индонезия и Папуа Нова Гвинея.